# Prêmios Globo de Ouro de 1958

Prêmios Globo de Ouro de 1958

 22 de fevereiro de 1958
Filme - Drama:
The Bridge on the River Kwai
Filme - Comédia ou Musical:
Les Girls
Prêmios Globo de Ouro 

← 1957  ·  1959 →
Os Prêmios Globo de Ouro de 1958 (no original, em inglês, 15th Golden Globe Awards) honraram os melhores profissionais de cinema e televisão, filmes e programas televisivos de 1957. Os candidatos nas diversas categorias foram escolhidos pela Associação de Imprensa Estrangeira de Hollywood (AIEH).

## Vencedores e nomeados
| Melhor filme | Melhor filme |
| Drama | Comédia ou musical |
| --- | --- |
| - The Bridge on the River Kwai - A Hatful of Rain - Sayonara - 12 Angry Men - Witness for the Prosecution                                                                                      | - Les Girls - Don't Go Near the Water - Love in the Afternoon - Pal Joey - Silk Stockings |
| Melhor atuação em filme de drama | |
| Ator | Atriz |
| - Alec Guinness - The Bridge on the River Kwai - Marlon Brando - Sayonara - Henry Fonda - 12 Angry Men - Anthony Franciosa - A Hatful of Rain - Charles Laughton - Witness for the Prosecution | - Joanne Woodward - The Three Faces of Eve - Marlene Dietrich - Witness for the Prosecution - Deborah Kerr - Heaven Knows, Mr. Allison - Anna Magnani - Wild Is the Wind - Eva Marie Saint - A Hatful of Rain |
| Melhor atuação em filme de comédia ou musical | |
| Ator | Atriz |
| - Frank Sinatra - Pal Joey - Maurice Chevalier - Love in the Afternoon - Glenn Ford - Don't Go Near the Water - David Niven - My Man Godfrey - Tony Randall - Will Success Spoil Rock Hunter?  | - Taina Elg - Les Girls - Kay Kendall - Les Girls - Cyd Charisse - Silk Stockings - Audrey Hepburn - Love in the Afternoon - Jean Simmons - This Could Be the Night                                           |
| Melhor atuação coadjuvante em filme – drama, comédia ou musical | |
| Ator coadjuvante | Atriz coadjuvante |
| - Red Buttons - Sayonara - Lee J. Cobb - 12 Angry Men - Sessue Hayakawa - The Bridge on the River Kwai - Nigel Patrick - Raintree County - Ed Wynn - The Great Man                             | - Elsa Lanchester - Witness for the Prosecution - Mildred Dunnock - Peyton Place - Hope Lange - Peyton Place - Heather Sears - The Story of Esther Costello - Miyoshi Umeki - Sayonara                        |
| Melhor direção | Melhor filme promovendo a compreensão internacional |
| - David Lean - The Bridge on the River Kwai - Joshua Logan - Sayonara - Sidney Lumet - 12 Angry Men - Billy Wilder - Witness for the Prosecution - Fred Zinnemann - A Hatful of Rain           | - The Happy Road |
| Melhor filme estrangeiro | |
| - Bekenntnisse des Hochstaplers Felix Krull ( Alemanha) - Tizoc ( México) - Woman in a Dressing Gown ( Reino Unido) - Kiiroi Karasu ( Japão)                                                   | |